# Blas de Fournás
Blas de Fournás (Narbona, 1761 - Zaragoza, 1845) fue un teniente general español de origen francés que participó en el sitio de Gerona en 1809.
Nacido en el seno de una familia de la pequeña nobleza del sur de Francia, el estallido de la Revolución Francesa le llevó al exilio en Alemania, Italia y, finalmente, España en 1794. Habiendo empezado la carrera militar en 1785, después de haber estudiado filosofía y teología en su ciudad natal, sirvió como voluntario de la Legión Real de los Pirineos durante la guerra del Rosellón. Finalizó la campaña con el grado de teniente y se dedicó a la instrucción de cadetes en Mallorca. Al estallar el levantamiento de 1808 contra la ocupación francesa de España, Fournás fue transferido a la vanguardia de la línea del río Fluviá, en el Pirineo oriental, y al año siguiente, como teniente coronel, entró en Gerona para participar en la defensa frente al asedio que sufriría la ciudad del 2 de mayo al 11 de diciembre. Bajo las órdenes de Mariano Álvarez de Castro destacó en la defensa de la ciudad y alcanzó por méritos el grado de brigadier. Recibió el encargo de la defensa del castillo de Montjuïc con el general Guillermo Nash. Con la capitulación de la plaza el 10 de diciembre, fue enviado a Francia como prisionero de guerra. Tras varios intentos, consiguió evadirse en el inicio de 1814 y se incorporó a la vanguardia austriaca. Pronto, regresó a España y en 1816 fue nombrado jefe de la plana mayor del ejército expedicionario de América, que combatiría contra los independentistas de las colonias españolas en el continente.
Durante el Trienio Liberal, se opuso frontalmente al nuevo gobierno y fue recluido varias veces entre 1820 y 1823. Cuando los Cien mil hijos de San Luis recuperaron el poder absoluto para Fernando VII, Fournás fue nombrado gobernador de Tarragona. En 1824 recibió el grado de teniente general, uno de los más elevados del ejército español. Entre 1825 y 1830 ocupó las capitanías generales de Granada, Guipúzcoa y, finalmente, Aragón. Este último cargo lo mantuvo hasta 1832, cuando se retiró de la vida activa en el ejército. Entonces, ocupó cargos civiles en Zaragoza, tales como el de director de la Sociedad Económica de Amigos del País, o el de presidente de la Real Academia de Bellas Artes de San Luis. Durante los últimos años de su vida, se centró en la redacción de un diario sobre el sitio de Gerona en 1809, con una importante colección de documentación y fuentes originales. La colección fue donada por la viuda del general al ayuntamiento de Gerona en 1864 y estudiada por el político e historiador gerundense Emili Grahit.